# Knud Christophersen
 Ikke at forveksle med Knud Christoffersen.
Knud Ejgild Christophersen (15. november 1905 i København – 8. marts 1975 smst) var en dansk fodboldforsvarsspiller for klubben Frem og for landsholdet. Han var også håndbold målmand for klubben Efterslægten.
Christophersen vandt Danmarksmesterskabet sammen med Frem i 1931 og 1933 og blev udvalgt som medlem af the Copenhagen Football Association fra 1935 til 1937.

## Udmærkelser
- Danmarksmesterskabet: 1930-31 og 1932-33 med Frem
- DBUs Landspokalturnering for herrer: 1927 ved Frem